# Pee Wee
Irvin Salinas (Othello, Washington; 8 de diciembre de 1988), más conocido como Pee Wee, es un cantante y actor estadounidense de origen mexicano conocido por ser parte de Kumbia Kings y Kumbia All Starz.

## Biografía
Es el menor de tres hermanos Simon, Lizzy, vivió toda su niñez en Othello, luego a los 13 años de edad se mudó junto a su madre a McAllen, Texas, donde empezó a lavar coches para ayudar a su familia. Durante ese tiempo conoció a A.B. Quintanilla III quien lo invitó al casting para un video de su banda, Irvin aceptó, presentándose unos días después, A.B. no dudó en elegirlo como nuevo miembro del proyecto.

### 2003-2007: Kumbia Kings
Su trayectoria artística empezó cuando grabó su primer video con los Kumbia Kings titulado «Sabes a chocolate». Con el disco Fuego que contenía la canción, además del segundo sencillo «Na na na (dulce niña)». Así fue al largo de los años, en 2006, la banda Kumbia Kings se disolvió a causa de un desacuerdo legal con A.B. Quintanilla III y Cruz Martínez, coproductor de la banda, así que él siguió con Quintanilla apuntado en su siguiente proyecto que fue la banda Kumbia All Starz; con la cual lanzaron el sencillo «Chiquilla».  
A principios del año 2008, se decía que Pee Wee había abandonado la banda Kumbia All Starz para comenzar una carrera como solista, de hecho Quintanilla declaró que ya tenía planes para él, y que ya había firmado un contrato con una disquera de la cual no indicó el nombre.

### 2008-2010: Inicios como solista
Es invitado por Rubén y Santiago Galindo a participar en el reality show El Show de los Sueños, producción de Televisa, donde alterna junto a artistas como Gloria Trevi, Edith Márquez y Kalimba. Durante sus presentaciones, Pee Wee invitó algunos de sus amigos como Dulce María y Christopher Uckermann, ambos de RBD. El 12 de marzo de 2008, Pee Wee se presentó en el programa Don Francisco presenta, transmitido por la cadena Univision, en el que declaró que los comentarios de A.B. Quintanilla eran falsos: «Todo lo que dijo él es falso, yo nunca firmé con ninguna disquera pero sí he recibido muchas ofertas últimamente y no he aceptado ninguna todavía». También comentó acerca de su abandono de la banda y de los malos tratos que él y sus compañeros de banda recibían por parte de Quintanilla. Pee Wee fue el ganador del programa junto a Las Fuentes, chicas a quienes él quedó encargado de ayudar. En ese mismo año al terminar su compromiso, anunció su viaje a Brasil junto al grupo RBD.
En su carrera de solista firmó con una disquera de Televisa EMI Music debutando con el sencillo «Life Is a Dance Floor», el cual presentó en los premios Juventud 2008 y «Carita bonita» junto a Erre XI. También lanzó los sencillos «Quédate» y «Cumbayá» incluidos en el disco debut Yo soy el cual salió al mercado el 11 de agosto de 2009.  Ese mismo año, se integró al elenco de Camaleones, telenovela juvenil producida por Rosy Ocampo, protagonizada por Alfonso Herrera y Belinda, en donde interpretó a Ulises.
En octubre de 2010 anuncia que prepara el disco Déjate Querer que saldría a la venta el 7 de diciembre, un día antes de su cumpleaños número 22, pero por problemas con EMI, este nunca sale a la venta; de este álbum se desprenden temas como «Toma mi corazón» que interpretara en las Mañanitas a la Virgen de Guadalupe y «Un beso» el primer sencillo de ese disco.

### 2011-2015: Ingreso a Top Stop Music y Sony Music
Luego de sus problema con EMI Music, Pee Wee en mayo de 2011 se integra al equipo de Top Stop Music, un sello independiente al cual pertenecen figuras como Prince Royce. También anuncia que prepara un disco con este sello, y lanza su primer sencillo «Wanna Be Yours» a dueto con el Cata, adicionalmente retoma el Spanglish en sus canciones como lo hiciera en 2008 en su primer sencillo «Life Is a Dance Floor». Por causas no publicadas PW rompe con esta discográfica y con esto también la publicación de su nuevo álbum.
En 2012, se incorpora a otra discográfica Sony Music, con quien graba un dueto con Juan Magán en mayo de 2012 «Lo que me pasa» y que presuntamente integraría el disco con Top Stop Music. El 19 de julio de 2012 en la entrega de los Premios Juventud de este año Irvin, quien regresará otra vez como Pee Wee, cierra el evento con un número lleno de música, color y movimiento, estrenando su sencillo «Live Your Life» el cual sale a la venta el 3 de septiembre de 2012.
En 2015, se convirtió en uno de los capitanes del reality show Me pongo de pie junto a Paty Cantú, María León, Noel Schajris y los dúos Ha*Ash y Río Roma.

## Discografía

### Álbumes
Álbumes de estudio
| Nombre    | Álbum | Lista | Lista    | Lista        | Lista |
| Nombre    | Álbum | US    | US Latin | US Latin Pop | MEX   |
| --------- | --- | ----- | -------- | ------------ | ----- |
| Yo Soy    | - Lanzamiento: 11 de agosto de 2009 - Sello: EMI Latin - Formato: CD, descarga digital                        | 181   | 4        | 1            | 23    |
| Vive2Life | - Lanzamiento: 24 de septiembre de 2013 - Sello: Sony Music Latin, PW Records - Formato: CD, descarga digital | —     | 52       | 10           | 64    |
| El PeeWee | - Lanzamiento: 9 de septiembre de 2016 - Sello: Universal Music México - Formato: CD, descarga digital        | —     | —        | —            | —     |

EP
| Nombre | Álbum                                                                                         |
| ------ | --------------------------------------------------------------------------------------------- |
| D.N.A. | - Lanzamiento: 31 de mayo de 2019 - Sello: Universal Music México - Formato: Descarga digital |

### Sencillos
| Año  | Título                               | Listas   | Listas       | Listas      | Listas              | Álbum     |
| Año  | Título                               | US Latin | US Latin Pop | US Tropical | US Regional Mexican | Álbum     |
| ---- | ------------------------------------ | -------- | ------------ | ----------- | ------------------- | --------- |
| 2009 | «Cumbayá»                            | 29       | 22           | 26          | 37                  | Yo Soy    |
| 2009 | «Quédate»                            | 49       | 29           | —           | —                   | Yo Soy    |
| 2010 | «Un beso»                            | —        | —            | —           | —                   | Sin álbum |
| 2011 | «Tan feliz» (featuring Kelly Key)    | —        | —            | —           | —                   | Sin álbum |
| 2011 | «Wanna Be Yours» (featuring El Cata) | 46       | —            | —           | —                   | Sin álbum |
| 2012 | «Live Your Life»                     | 39       | 19           | —           | —                   | Vive2Life |
| 2013 | «Duele decirte adiós»                | 23       | 10           | —           | —                   | Vive2Life |
| 2013 | «Kukere»                             | —        | 17           | —           | —                   | Vive2Life |
| 2016 | «Cuando llegaste»                    | —        | —            | —           | —                   | El PeeWee |
| 2016 | «Con tus besos»                      | —        | —            | —           | —                   | El PeeWee |
| 2017 | «Me provoca y me domina»             | —        | —            | —           | —                   | El PeeWee |
| 2019 | «Tu lo sabes» (featuring Juan Magán) | —        | —            | —           | —                   | D.N.A.    |
| 2019 | «Quiero»                             | —        | —            | —           | —                   | D.N.A.    |

#### Sencillos promocionales
| Año  | Título                  | Álbum  |
| ---- | ----------------------- | ------ |
| 2009 | «Life Is a Dance Floor» | Yo Soy |
| 2009 | «Tan feliz»             | Yo Soy |

### Colaboraciones
| Año  | Título                                                    | Listas   | Listas       | Listas | Álbum                        |
| Año  | Título                                                    | US Latin | US Latin Pop | SPA    | Álbum                        |
| ---- | --------------------------------------------------------- | -------- | ------------ | ------ | ---------------------------- |
| 2008 | «Carita bonita» (Erre XI featuring Pee Wee)               | —        | —            | —      | Luny Tunes Presents: Erre XI |
| 2010 | «Somos el mundo 25 por Haiti» (varios artistas por Haiti) | —        | —            | 31     | Charity single               |
| 2010 | «Que cante la vida» (varios artistas por Chile)           | —        | —            | —      | Charity single               |
| 2018 | «The Final Frontier» (SI Stevens featuring Pee Wee)       | —        | —            | —      | Sin álbum                    |
| 2020 | «Regálame» (Axel Muñiz featuring PeeWee)                  | —        | —            | —      | Sin álbum                    |

### Otras apariciones
| Año  | Título                 | Otro artista (s) | Álbum                        |
| ---- | ---------------------- | ---------------- | ---------------------------- |
| 2009 | «Carita bonita (Remix» | Erre XI & Flex   | Luny Tunes Presents: Erre XI |
| 2009 | «Por favor quiéreme»   | Sherlyn          | Camaleones                   |
| 2009 | «Rompecabezas»         | Sin álbum        | Camaleones                   |
| 2009 | «Camaleones»           | Sin álbum        | Camaleones                   |

## Filmografía
| Telenovelas           | Telenovelas  | Telenovelas | Telenovelas |
| Programa              | Papel        | Año         | Notas       |
| --------------------- | ------------ | ----------- | ----------- |
| Camaleones            | Ulises Morán | 2009–2010   |             |
| TV Shows              |              |             |             |
| Title                 | Role         | Year        | Notes       |
| Bust a Ritmo          | Invitado     | 2008        |             |
| El Show de los Sueños | Concursante  | 2008        | Ganador     |
| Los Reyes del Show    | Concursante  | 2008        | Ganador     |
| Me pongo de pie       | Coach        | 2015        |             |
| ¿Quién es la máscara? | Cornelio     | 2022        |             |

Hotel Vip México        Concursante     2023           5to lugar

## Premios y nominaciones
| Año  | Premio                    | Trabajo Nominado | Categoría                                 | Resultado |
| ---- | ------------------------- | ---------------- | ----------------------------------------- | --------- |
| 2009 | Premios MTV 2009          | Yo soy           | Mejor Nuevo Artista MTV Tr3s              | Nominado  |
| 2009 | Premios People en Español | Yo soy           | Mejor artista o Grupo nuevo               | Nominado  |
| 2010 | Premios Lo Nuestro        | Cumbayá          | Video del Año                             | Nominado  |
| 2010 | Premios TVyNovelas        | Camaleones       | Mejor revelación masculina                | Nominado  |
| 2010 | Kids Choice Awards México | Camaleones       | Personaje masculino favorito de una serie | Nominado  |
| 2011 | Premios Juventud          | Moda             | El de mejor estilo                        | Ganador   |